# Shama de Madagascar occidental
El Shama de Madagascar occidental (Copsychus pica) és un ocell de la família dels muscicàpids (Muscicapidae) endèmic de l'oest de Madagascar. El seu estat de conservació es considera de risc mínim.
Segons el Handbook of the Birds of the World i la quarta versió de la BirdLife International Checklist of the birds of the world (Desembre 2019), aquest tàxon tindria la categoria d'espècie. Tanmateix, altres obres taxonòmiques, com la llista mundial d'ocells del Congrés Ornitològic Internacional (versió 11.2, juliol 2021), el consideren tan sols una subespècie del Shama de Madagascar (C. albospecularis pica).